# Lucien Berthelot
Pour les articles homonymes, voir Berthelot.
Lucien Berthelot (né le 6 novembre 1903 à Paris et mort le 31 octobre 1985 à Clion) était un industriel et philatéliste français qui a notamment été président de la Fédération internationale de philatélie.

## Biographie
Après la Seconde Guerre mondiale, il a été vice-président de la Fédération internationale de philatélie de 1947 à 1955, puis son président de 1955 à 1972. Pendant cette période, il a été juge lors d'expositions philatéliques.
En France, il a dirigé la Fédération des sociétés philatéliques françaises et a été élu membre de l'Académie de philatélie en 1949.
Il est co-présentateur le l'émission Télé-Philatélie avec Jacqueline Caurat.
En 1972, il a signé le Roll of Distinguished Philatelists. En 1986, l'American Philatelic Society l'inscrit dans son Hall of Fame, distinction posthume décernée aux personnes qui ont contribué au développement de la philatélie.